# Bolmörtsknölfly
Bolmörtsknölfly, Heliothis peltigera är en fjärilsart som först beskrevs av Michael Denis och Ignaz Schiffermüller, 1775.  Bolmörtsknölfly ingår i släktet Heliothis, och familjen nattflyn, Noctuidae. Arten förekommer tillfälligt i Sverige, men reproducerar sig inte.

## Bildgalleri

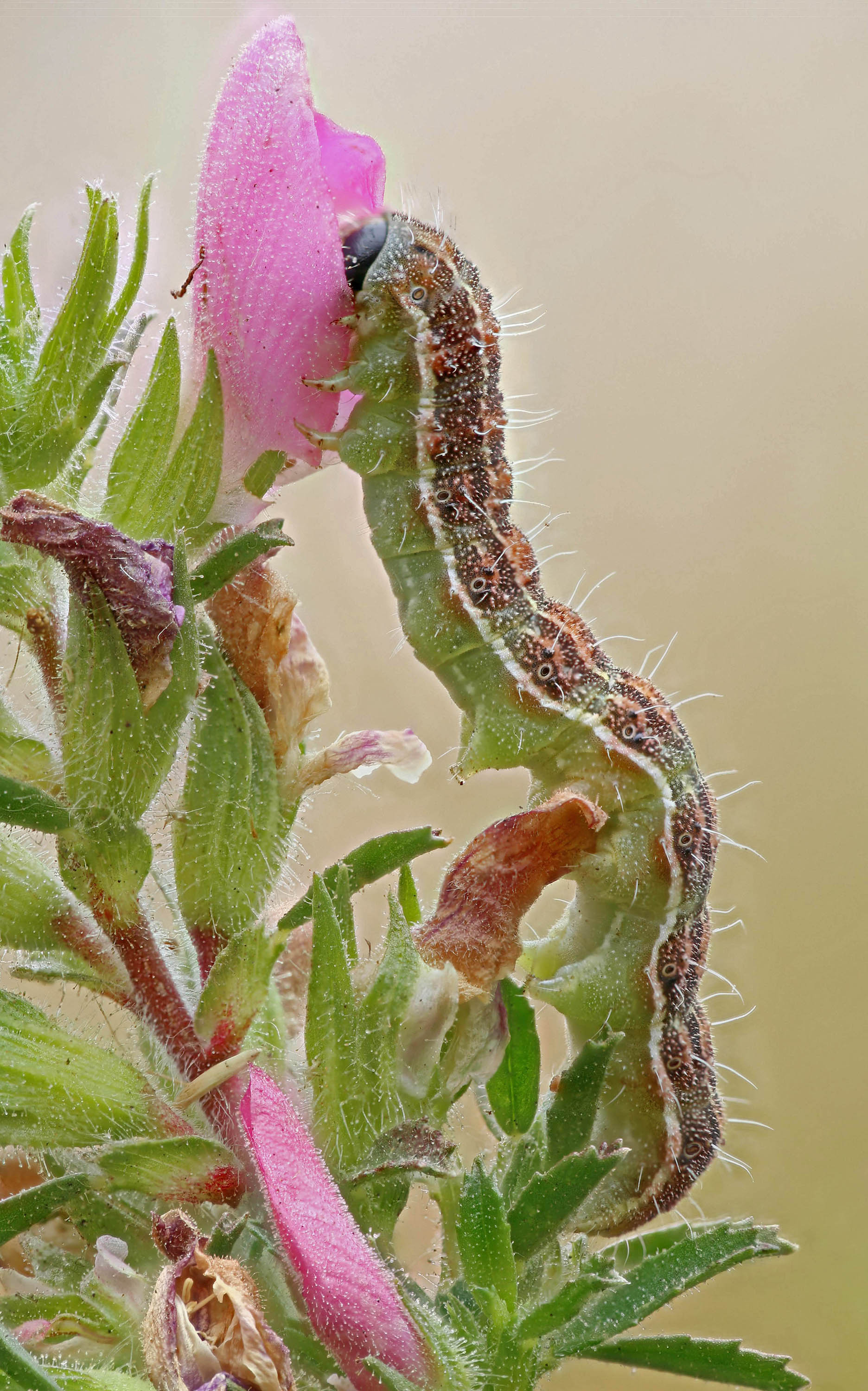
Fjärilens larv
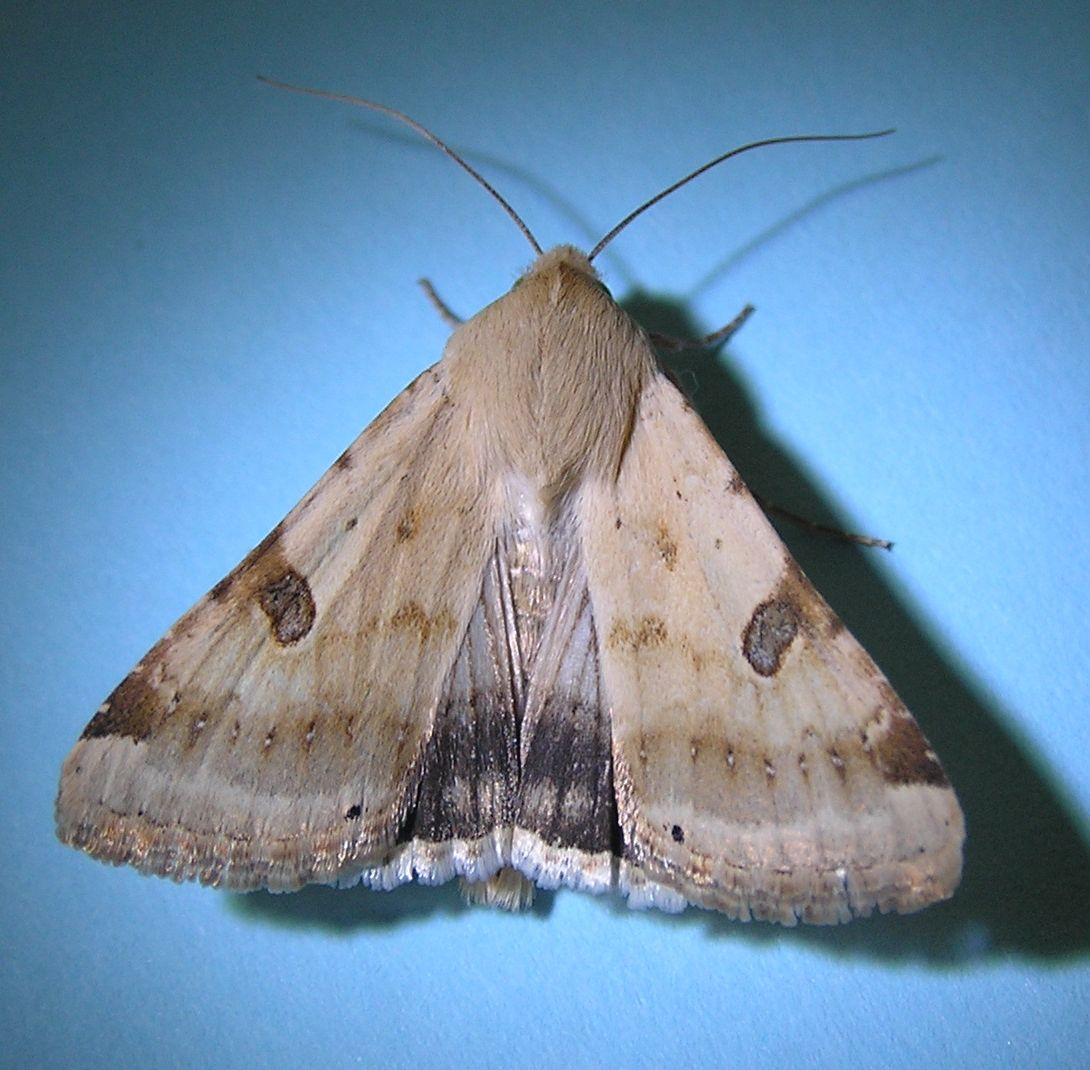
Imago fjäril
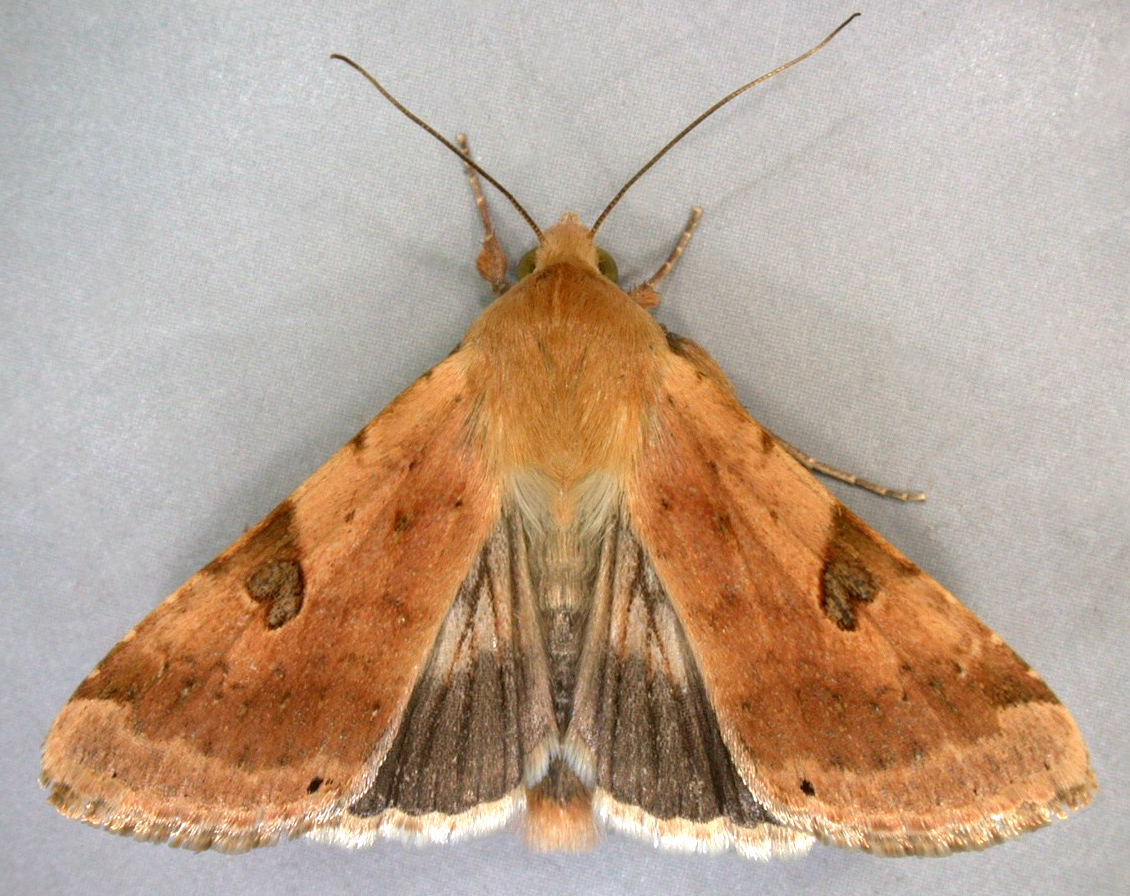
Imago fjäril
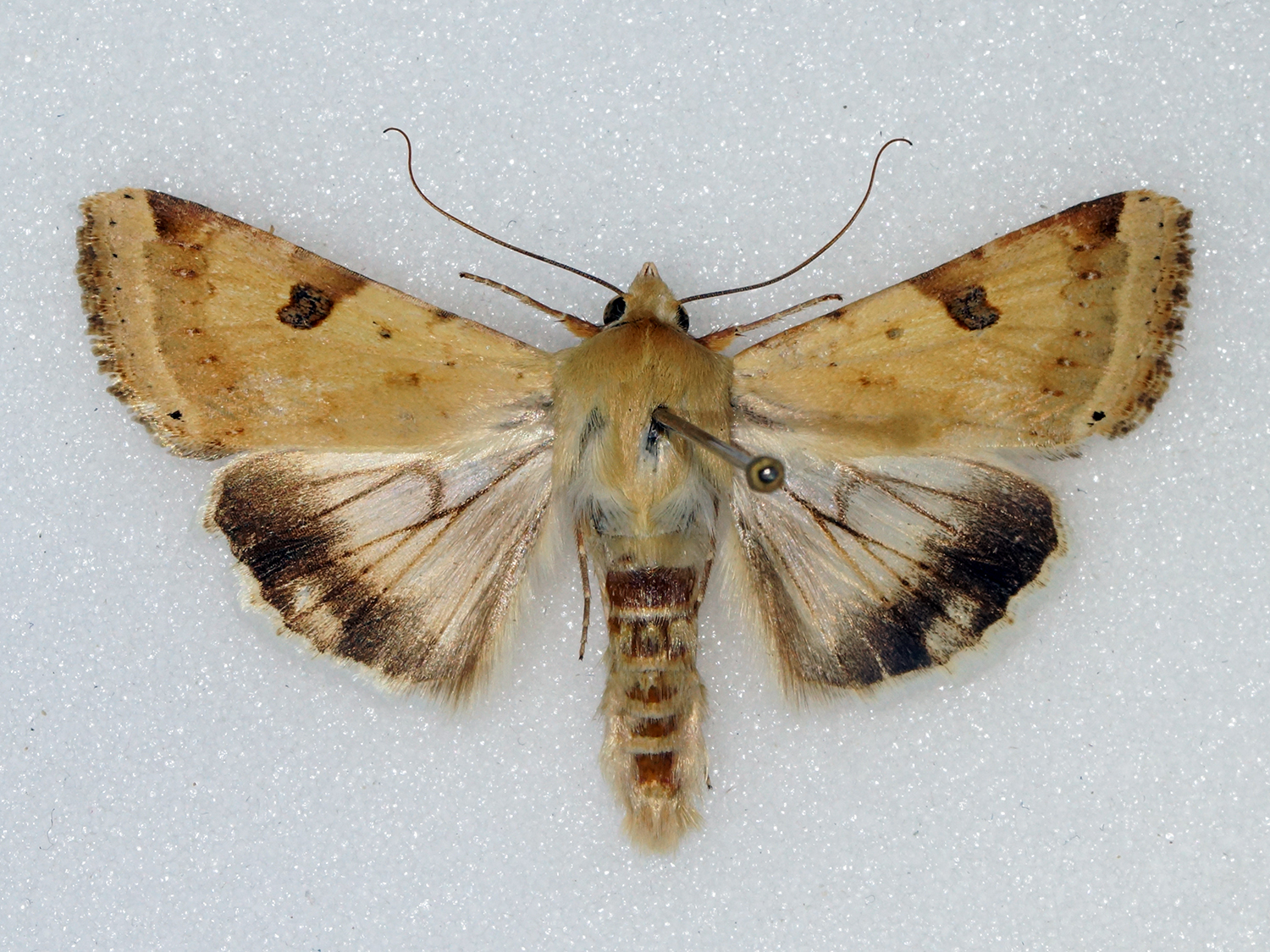
Preparerad (uppnålad) imago fjäril